# Пириу-Негрей
Пириу-Негрей (рум. Pârâu Negrei) — село у повіті Сучава в Румунії. Входить до складу комуни Бряза.
Село розташоване на відстані 357 км на північ від Бухареста, 66 км на захід від Сучави.

## Населення
За даними перепису населення 2002 року у селі проживали 198 осіб, усі — румуни. Усі жителі села рідною мовою назвали румунську.